# Starcewo (Kraj Krasnojarski)
Starcewo (ros. Старцево) – wieś (dieriewnia) w Rosji, w Kraju Krasnojarskim, w rejonie jemielianowskim. W 2010 liczyła 480 mieszkańców.